# Khalid El-Masri
Khalid El-Masri, född 29 juni 1963 i Kuwait, är en tysk och libanesisk medborgare som kidnappades av makedonisk polis 2003 och överlämnades till CIA. Han greps vid den makedonska gränsen i december 2003 och hölls på ett hotell i Skopje i 23 dagar under hot. Han överlämnades sedan till CIA-agenter, som klädde av honom och torterade honom och flög honom till det hemliga fängelset Salt Pit i Afghanistan, där han hölls fängslad i fyra månader och rutinmässigt förhördes, misshandlades, kroppsvisiterades, sodomiserades och utsattes för andra grymma former av omänsklig och förnedrande behandling och tortyr. Efter att El-Masri hungerstrejkat och hållits inspärrad i fyra månader i Afghanistan, erkände CIA slutligen att hans gripande var ett misstag och släppte honom. Slutligen, den 28 maj 2004, flögs han tillbaka till Tyskland via Albanien. Europadomstolen har dömt Makedonien att betala honom 60 000 euro i skadestånd.